# Nadia Sebkhi
 (avril 2018).
Nadia Sebkhi (en kabyle : Nadya Sebkhi), née le 23 janvier 1965 au coeur de la capitale Alger, est une écrivaine algérienne, journaliste littéraire, fondatrice et directrice de publication du magazine littéraire L'ivrEscQ depuis 2009. Auteure de plusieurs ouvrages: romans, essais, recueils de poésie.

## Biographie
Éditorialiste, conférencière ayant participé à plusieurs rencontres nationales et internationales, notamment autour de la thématique du roman féminin dans le sud de la méditerranée.
Elle préside des Forums Littéraires nationaux et internationaux organisés par le magazine L’ivrEscQ, - grâce auxquels plusieurs projets culturels, littéraires, encore figés, se sont concrétisés (traductions, publications, coéditions, thèses, expositions, etc.) -, notamment la grande manifestation du Forum international du roman-Algérie (FIR-A) sous l’égide du ministère de la Culture - la direction du Livre et Lecture publique.

Elle est organisatrice des différents symposiums et forums littéraires permettant aux écrivains algériens contemporains (des trois langues: arabe, française, amazigh) à plus de visibilité avec publication des actes in L'ivrEscQ. 

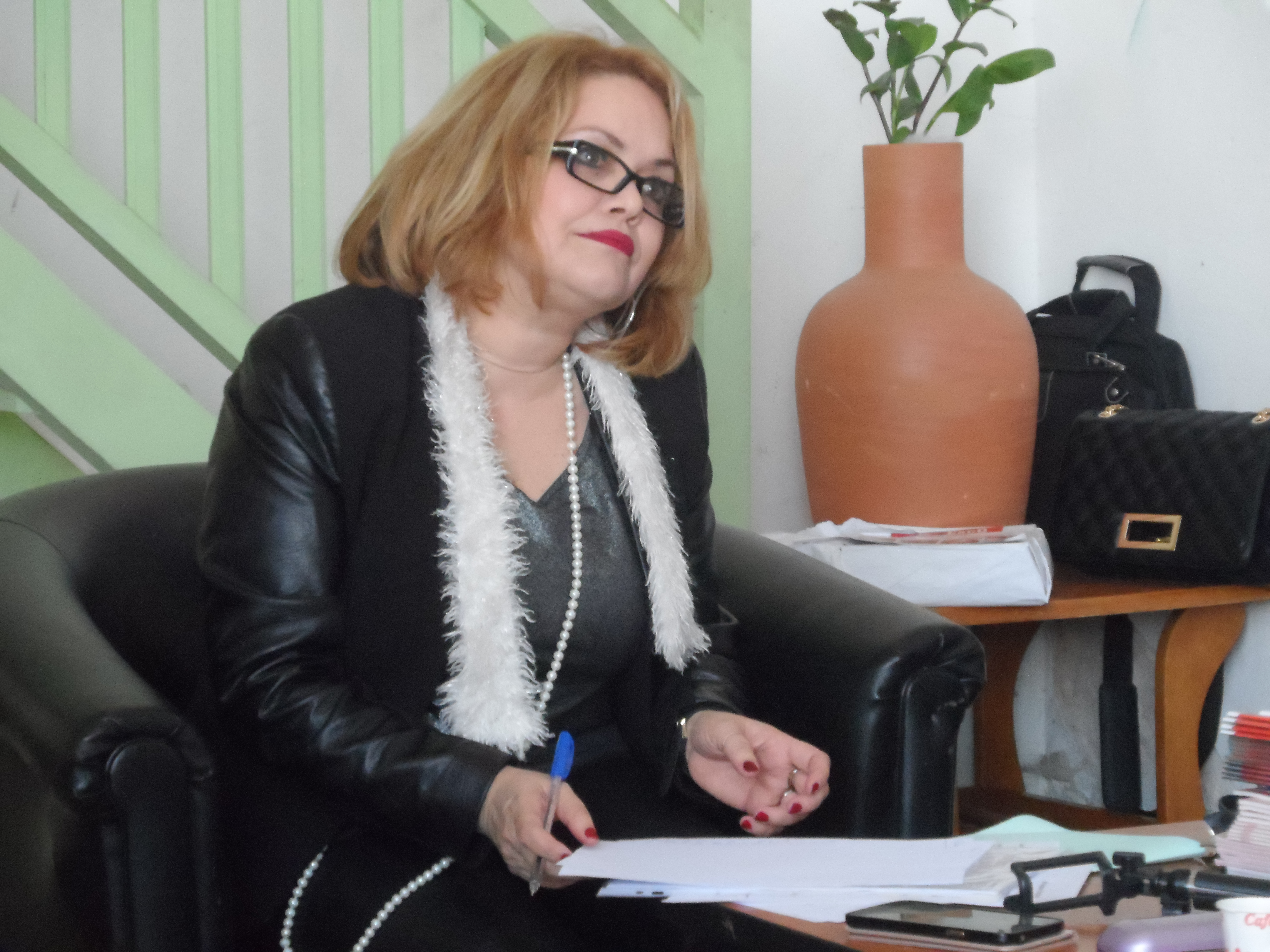
Forum littéraire 8 mars 2017 Agence Algérienne du Rayonnement Culturel AARC

### ACTIONS ET ENGAGEMENTS LITTERAIRES
- Forum international La Littérature plurielle de l’Algérie et l’Ailleurs, le 11 mai 2014[9] à l'hôtel Hilton, et le lancement du prix littéraire L’ivrEscQ, parrainé par Condor et Air Algérie pour encouragement décerné aux plus jeunes auteurs. (Communications reprises in L’ivrEscQ 34).
- Forum international à la Bibliothèque nationale: Critique littéraire journalistique, Critique littéraire universitaire[10], les 5 et 6 février 2015 avec des critiques littéraires algériens et étrangers[11]. (Communications reprises in L’ivrEscQ 39, 40[12]). En partenariat avec l'Institut Français d'Alger et l'Université d'Alger 2.
- Le Forum International du Roman-Algérie FIR-A Le Roman au cœur des langues[13] les 13, 14,15 et 16 décembre 2015 a eu lieu concomitamment dans plusieurs lieux: la Bibliothèque nationale, l’Institut supérieur arabe de traduction, l'Agence algérienne pour le rayonnement culturel villa Abd-el-Tif, la Galerie Benyaa, le Centre d’études diocésain, le musée national des beaux arts, l'Université d'Alger 2, avec 70 écrivains et des professionnels du livre: amazighones, arabophones, francophones, anglophones, hispanophones, germanophones. Lors de cet événement deux hommages ont été rendus à l'écrivain Rachid Boudjedra (une œuvre cinquantenaire) et au traducteur Marcel Bois. La remise du prix littéraire L’ivrEscQ - parrainé par l'Agence algérienne pour le rayonnement culturel[14].
- Forum national Voix plurielles, voies communes (dédié à la femme), le 8 mars 2017[15], en partenariat avec la librairie Tiers Monde et l'Agence algérienne pour le rayonnement culturel (AARC), villa Abd-el-Tif[16].
- Les 10 et 11 décembre 2017, le Symposium Dialogue des Cultures, rapprochement des peuples[17] coorganisé avec l'ambassade d'Autriche, a eu lieu au Palais de la culture Moufdi Zakaria[18] et au Musée national des beaux-arts d'Alger : exposition de peinture, ventes dédicaces, littérature, patrimoine, lectures poétiques, musique, des ateliers d'écriture avec la participation des écoles privées : Ecole Kateb Yacine. Ecole 1 2 3 Soleil. Ecole les Glycines. Ecole Moufdi Zakaria. Ecole NAVSI. La Librairie Tiers Monde. En partenariat avec la Direction de la Culture de Tizi-Ouzou pour encouragement  à deux primo-auteurs[19],[20].
- En 2007, elle participe à l’installation du PEN Club International –Algérie. En tant que Membre actif, elle consolide l’échange[21] culturel-amical entre la Guinée Conakry et l’Algérie.
- Depuis 2013, elle est membre du jury Prix littéraire Escales d'Alger[22] organisé par Sofitel Algiers Hamma Garden.
- Le 8 mars 2017, elle est classée parmi les dix femmes algériennes qui ont imposé leur présence dans les médias par DIA[23] Dernières Infos d'Algérie.
- Le 14 avril 2018, elle lance une série de rencontres littéraires Heure du Livre[24] au Cercle Frantz Fanon en partenariat avec l'Office Riad El Feth, la librairie la Renaissance et le magazine L'ivrEscQ.
- Les 3, 4 et 5 juillet 2022, un forum littéraire L’Algérie, Patrimoine Méditerranéen -60 ans d'indépendance[25] au Bastion 23, au cœur d'Alger, en marge des Jeux Méditerranéens (du 25 juin au 5 juillet à Oran).
- ·Juin 2023, le magazine L’ivrEscQ organise la 1ère édition de Caravane de la poésie. Poèmes, proses poétiques, haïkus et écriture libre en français, en arabe, arabe dialectal et tamazigh sont déclamés par des poètes, au Palais des Raïs –Bastion23.
- Février 2024, L’ivrEscQ organise Malek Bennabi: Un penseur universel[26]. Une journée consacrée à la Réflexion d’un penseur ayant marqué le 20e siècle, salué mondialement. En partenariat avec Ed. Samar et le Bastion 23.

## Œuvre
- Un amour silencieux[27] ( roman aux éditions Dar Al Gharb, 2004). Une prose sous forme d'un long poème. Dans ce roman, le personnage principal  Soha est plasticienne. Une quête mystique taguant entre l’amour terrestre et l’amour céleste est la trame de ce roman[28].

- Sous le voile de mon âme (recueil de poésie sous forme de bestiaire, d’allégories mystiques, de fragments de textes, 2006)[29].

- Les Sanglots de Césarée[30],[31]  ( roman aux éditions L. De Minuit, préfacé par Hamid Nacer-Khodja, 2012). Dans ce troisième ouvrage[32], Les Sanglots de Césarée [33], les lieux sanglotent les hommes et leurs agissements par la géographie, par l’histoire. L'auteur campe ses personnages dans la ville de Juba II et Cléopâtre Séléné II et témoigne de la décennie noire.

- La Danse du jasmin[34],[35] ( roman aux éditions El Kalima[36], 2015). Une personnalité féminine et son double pour mieux cerner la femme[37]. Ce roman épistolaire se veut une conversation de deux femmes complices de la possible coexistence des cultures entre le Sud et le Nord de la Méditerranée. Isabelle et Dania tissent une trame par des échanges de mails parsemés de révélations: amour, désamour, amertume, mièvrerie, plaies de l'âme, triomphe, nostalgie, colonisation, confidence, tromperie, résignation, évolution, port du voile… La voix de Dania et les interrogations d’Isabelle, agnostique, questionnent un nouvel ordre du monde actuel[38].

- Jasmin [39] La Danse du jasmin roman traduit en allemand à German Edition, 2016[40].
- Laisse-toi vivre ( série de poèmes à la mémoire de sa mère, dans le supplément du magazine L'ivrEscQ, 2017, sous le pseudonyme de Sofina Gaya).
- ·Afrique littéraire Entretiens, Réflexions, critiques ( essai collectif sous la direction de Benaouda Lebdai, éditions ENAG 2017).
- Assia Djebar, Sur les traces d'une femme engagée[41] ( essai sur l'écrivaine Assia Djebar, aux éditions Tafat, 2018).
- Hamid Nacer-Khodja Le JUMEAU ( essai collectif témoignant de l'apport littéraire du chercheur Hamid Nacer- Khodja sous la direction de Youcef Merahi, éditions El kalima, 2022).
- ·Autopsie d’un temps ( recueil de poésie et haïkus accompagnés d’une série de ses tableaux réalisés par Nadia Sebkhi  aux éditions L.de Minuit 2022).
- ·La symphonie des sept nuits ( roman d’anticipation et dystopique entre deux voix celle de Kahina, femme éprise de plume et Zohara, éditions L.de Minuit 2023)[42].
- ·Pierre Guyotat et l’Algérie ( essai collectif avec l'intitulé du texte de Nadia Sebkhi La chose publiée ne [...] suffit pas, sous la direction de Catherine Brun. Essai préfacé par Laurence Engel, Présidente de la BNF et Jack Lang, Président de L’IMA aux éditions Diaphanes, France, 2024)[43].

### PREFACE
- Plus jamais[44] ouvrage esquissant la condition féminine de Adila Katia (éditions Talsa 2023).
- Feuilles d'automne recueil de textes libres et poésie de Noureddine Benamara (ouvrage en cours d'édition).